# Stiftskirche Kyllburg

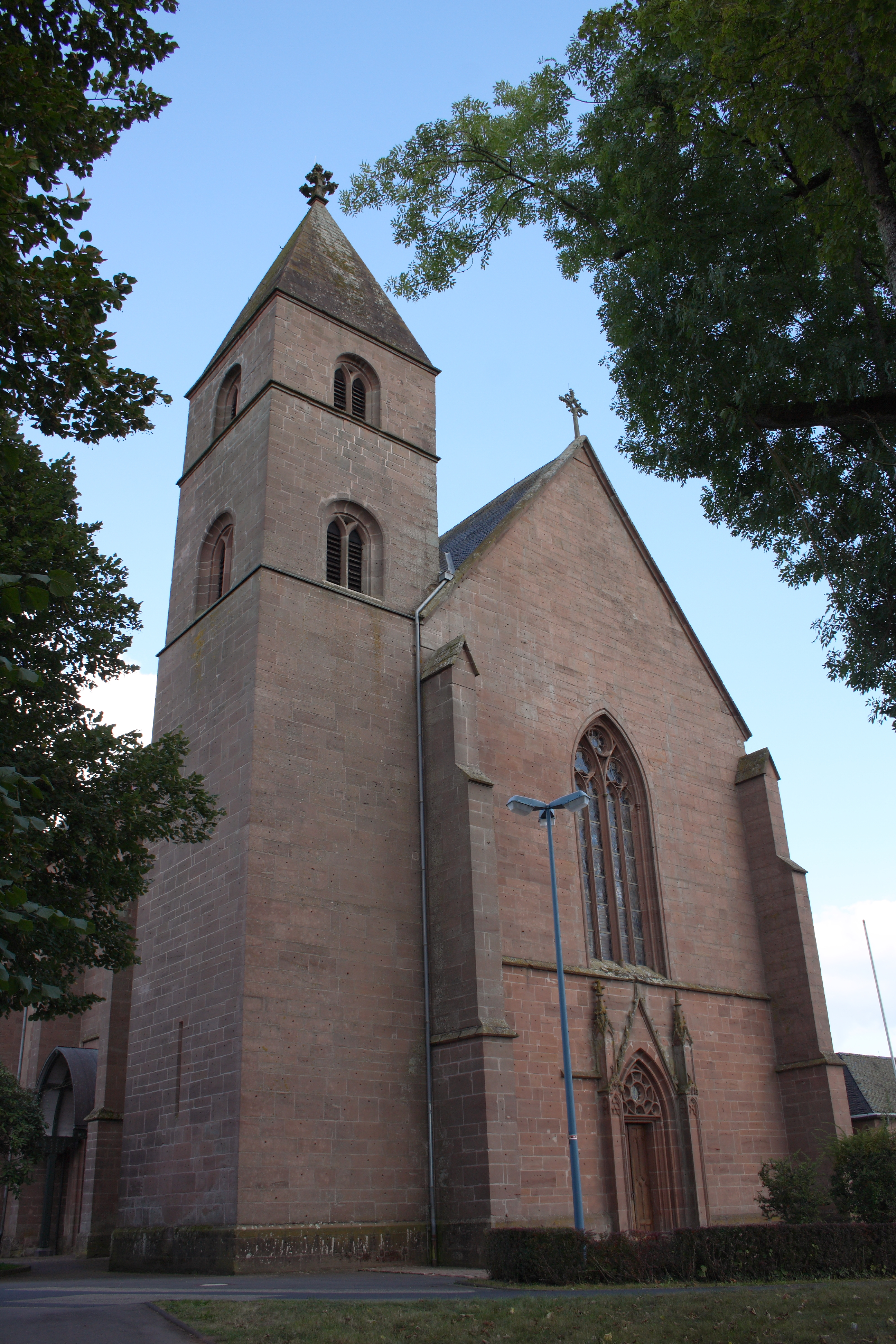
Stiftskirche Kyllburg

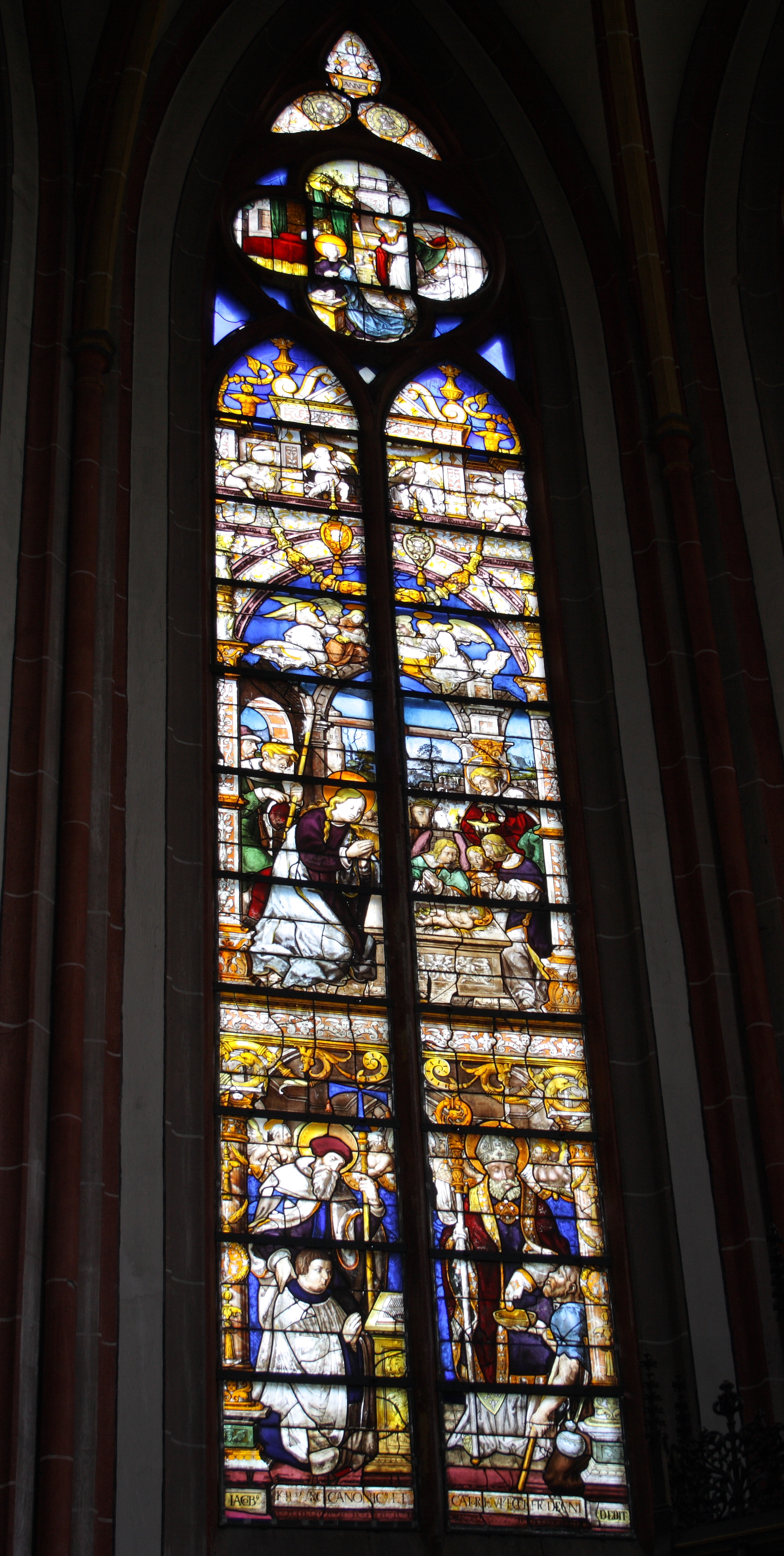
Nördliches Chorfenster

Die ehemalige Stiftskirche Kyllburg und heutige römisch-katholische Pfarrkirche Unserer Lieben Frau in Kyllburg, einer Stadt im Eifelkreis Bitburg-Prüm in Rheinland-Pfalz, wurde Ende des 13. und zu Beginn des 14. Jahrhunderts im Stil der Gotik errichtet. Aus dem 14. Jahrhundert ist der Kreuzgang erhalten. Besonders wertvoll sind die Renaissancefenster im Chor.

## Geschichte
Bereits im 9. Jahrhundert gab es eine Kirche in Kyllburg. Sie entstand vermutlich im Zusammenhang mit einer Schenkung mehrerer, am Kiliberg gelegener Ländereien an die Abtei Prüm, wie aus einer Urkunde aus dem Jahr 800 hervorgeht. 1276 ließ der Trierer Erzbischof Heinrich II. von Finstingen die heutige Kirche „zu Ehren der allerseligsten Jungfrau Maria und aller heiligen Jungfrauen“ errichten. Gleichzeitig gründete er ein Kollegiatstift und erteilte für den Bau der Kirche und der Stiftsgebäude ein Ablassprivileg. In einer Urkunde aus dem Jahr 1284 ist der Zisterziensermönch Heinrich als Baumeister überliefert. Zunächst wurde der Chor errichtet und in der ersten Hälfte des 14. Jahrhunderts vollendete man das Langhaus. Danach entstand der Kreuzgang.
Ursprünglich war das Stift mit vier Kanonikern besetzt. Erzbischof Diether von Nassau erhöhte ab 1304 die Zahl der Kanoniker auf zwölf und inkorporierte dem Stift die Pfarrei Kyllburg und weitere Pfarreien. Unter Balduin von Luxemburg kamen 1349 noch andere umliegende Pfarreien hinzu. 1597 begrenzte Erzbischof Johann VII. von Schönenberg aufgrund mangelnder Einkünfte die Zahl der Kanoniker auf zehn. Nach der französischen Eroberung des linken Rheinufers wurde das Stift 1802 säkularisiert und die ehemalige Stiftskirche wurde Pfarrkirche von Kyllburg.

## Architektur

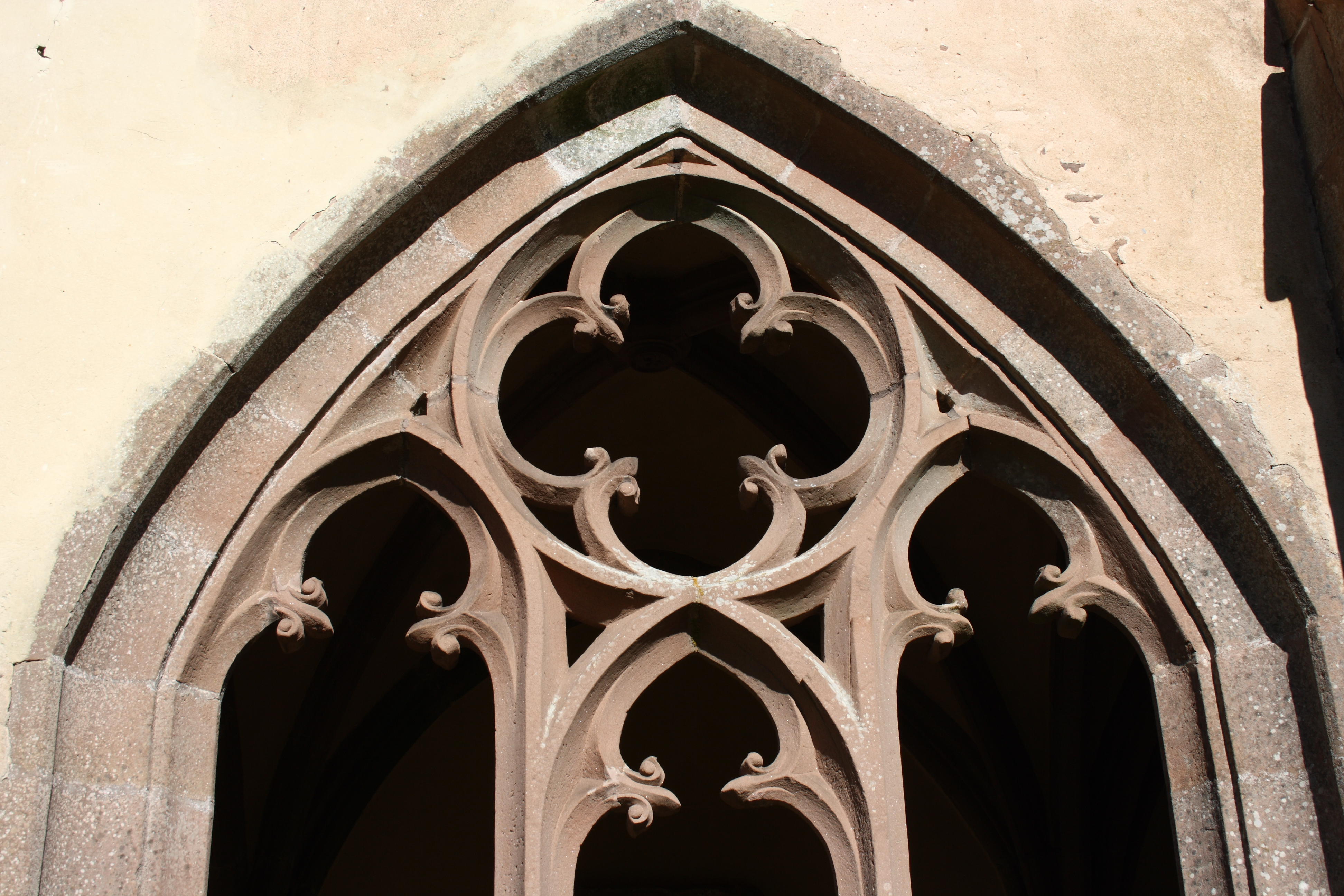
Maßwerk im Kreuzgang

### Außenbau
Der Außenbau spiegelt die beiden Bauphasen wider. Der Chor und die beiden östlichen Joche, die auf die zweite Hälfte des 13. Jahrhunderts zurückgehen, sind aus verputztem Bruchsteinmauerwerk errichtet, während die zu Beginn des 14. Jahrhunderts entstandenen westlichen Joche und der untere Teil des Turmes aus regelmäßig behauenen Sandsteinquadern ohne Putz ausgeführt sind. Die östlichen Bauteile weisen große Spitzbogenfenster auf, das westliche Langhaus ist von wesentlich kleineren Öffnungen durchbrochen. Die oberen Turmgeschosse und der steinerne Helm wurden erst bei der Renovierung der Kirche 1863/64 aufgesetzt.
Das Westportal ist mit Fialen verziert und wird von einem Wimperg und einer Maßwerkrosette bekrönt. Darüber öffnet sich ein vierteiliges Maßwerkfenster. Das Hauptportal befindet sich an der Nordseite. Es ist als Doppelportal gestaltet, an dessen Trumeaupfeiler unter einem Baldachin eine steinerne Madonnenfigur aus dem späten 14. Jahrhundert auf einer mit Laubwerk skulptierten Konsole steht. Ein von Dreipassbögen umgebenes Relief mit der Darstellung des Gotteslammes und ein Kruzifix schmücken das spitzbogige Tympanon.

### Innenraum

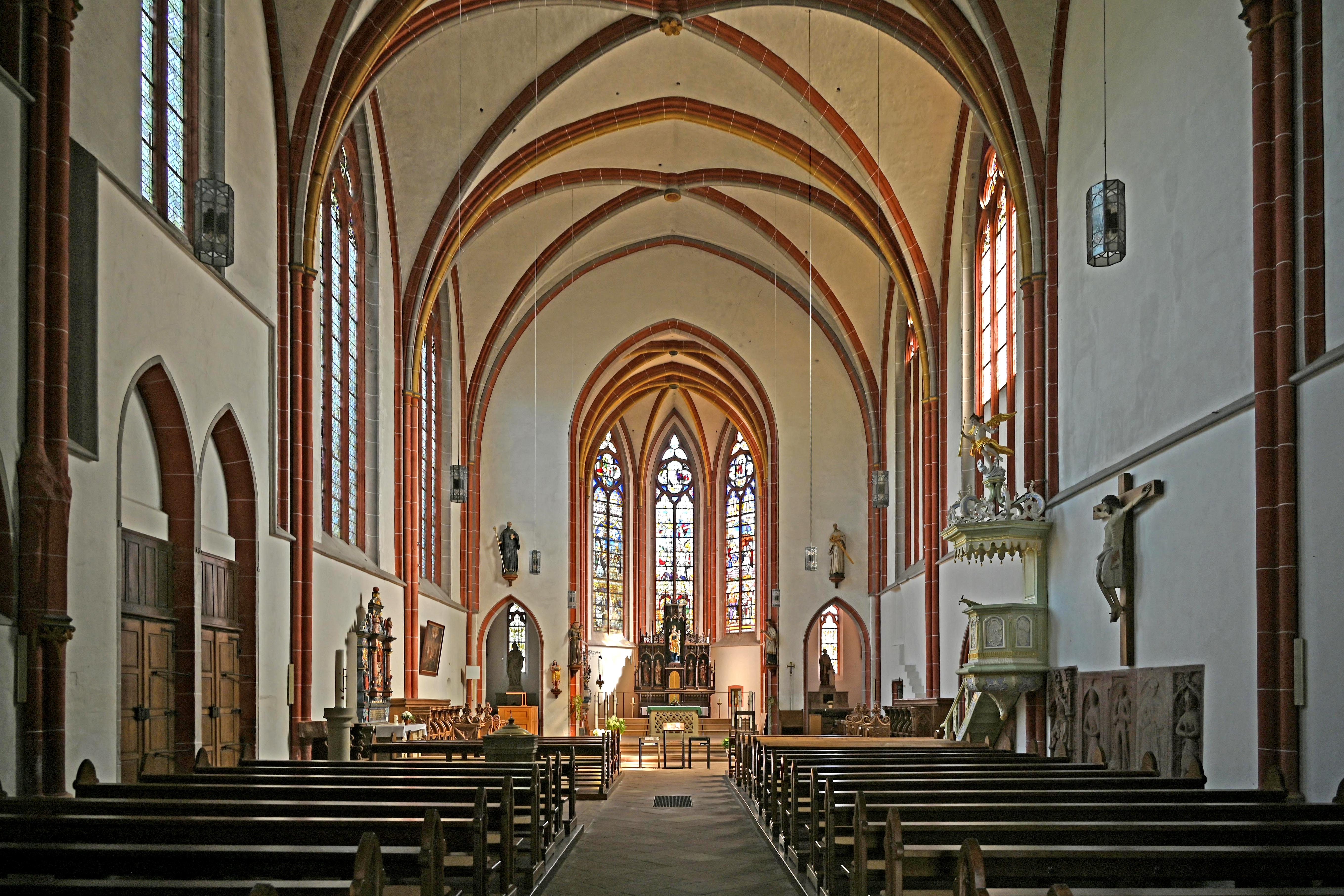
Innenraum

Das einschiffige Langhaus ist in fünf querrechteckige Joche gegliedert und mit einem leicht gebusten Kreuzrippengewölbe gedeckt. Die aus kräftigen Birnstäben gebildeten Gewölberippen und Gurtbögen ruhen auf dreiteiligen Wanddiensten mit schlichten Kelchkapitellen. Die Schlusssteine sind mit großen Blatt- und Blütenmotiven skulptiert. Ein hoher Triumphbogen öffnet sich im Osten zu dem stark eingezogenen Chor.

## Bleiglasfenster
Die Bleiglasfenster im Chor wurden 1533 und 1534 von den Kyllburger Kanonikern Bernhard und Jakob in Auftrag gegeben. Vom südlichen Chorfenster sind nur noch Fragmente erhalten, es wurde 1875 weitgehend erneuert. In der Mitte ist die Grablegung und im Maßwerk die Auferstehung Christi dargestellt. Die unteren Felder sind den Heiligen Rochus von Montpellier und Laurentius von Rom gewidmet.
Das zentrale Thema des nördlichen Fensters ist die Anbetung des neugeborenen Jesuskindes. Im Vordergrund kniet Maria, Engel beugen sich über das Kind. Am rechten Bildrand steht Joseph, auf der linken Seite nähern sich die Hirten. Im unteren Feld kniet links der Stifter Jakobus vor dem heiligen Antonius. Das rechte Feld zeigt den heiligen Nikolaus, der einem Bettler eine Münze gibt. Im Vierpassfenster ist die Szene der Verkündigung dargestellt.
Das mittlere Chorfenster stellt die Kreuzigung Christi dar. Am Fuß des Kreuzes kniet Maria Magdalena. Engel fangen mit Kelchen das Blut Christi auf. Im Maßwerk sind das Lamm Gottes und darunter die Heilige Dreifaltigkeit im Typus des Gnadenstuhls dargestellt. Auf dem unteren rechten Feld kniet der Stifter Bernardus vor Maria, die mit dem Jesuskind das untere linke Feld einnimmt. Hinter Bernardus steht der Apostel Matthias.

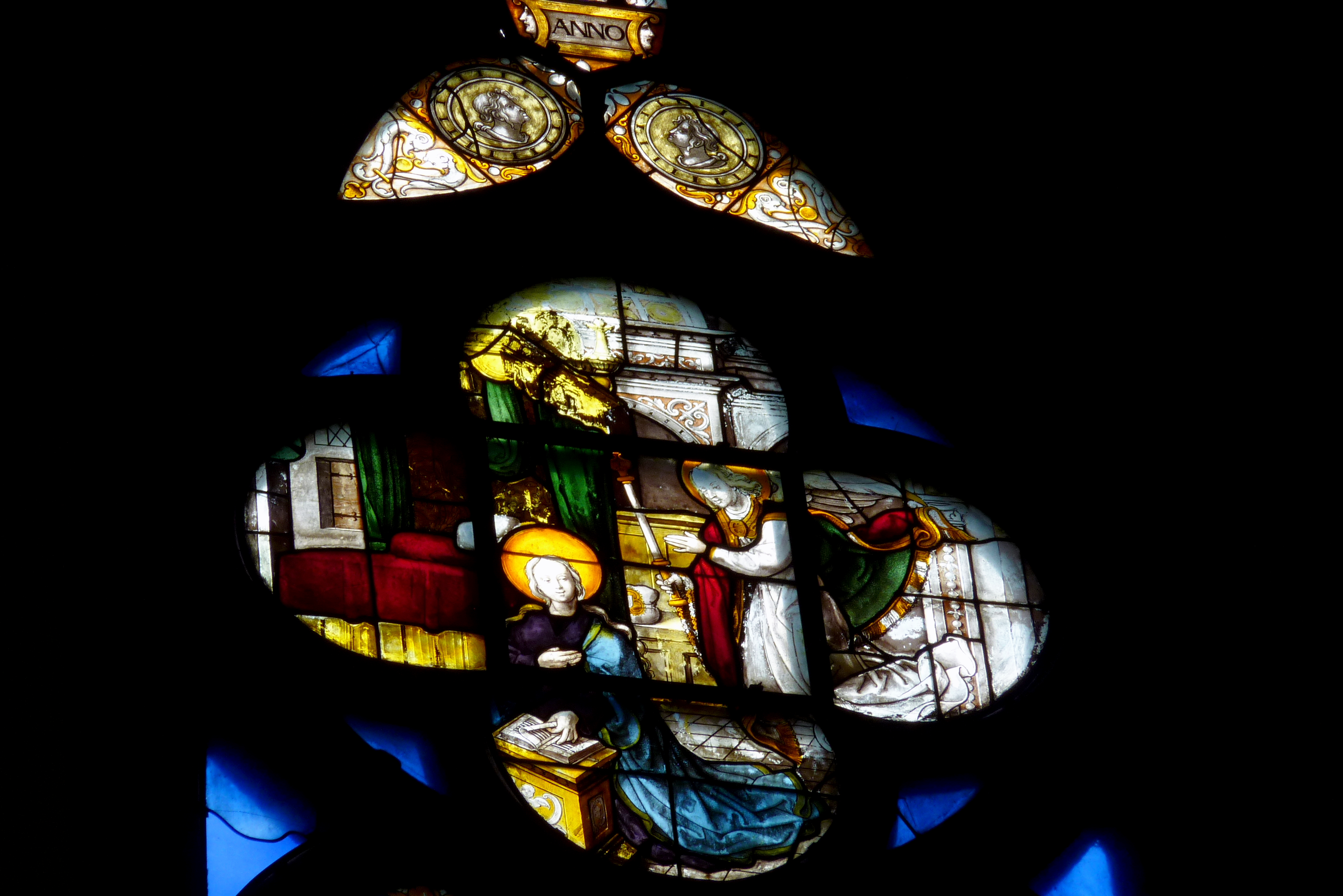
Verkündigung
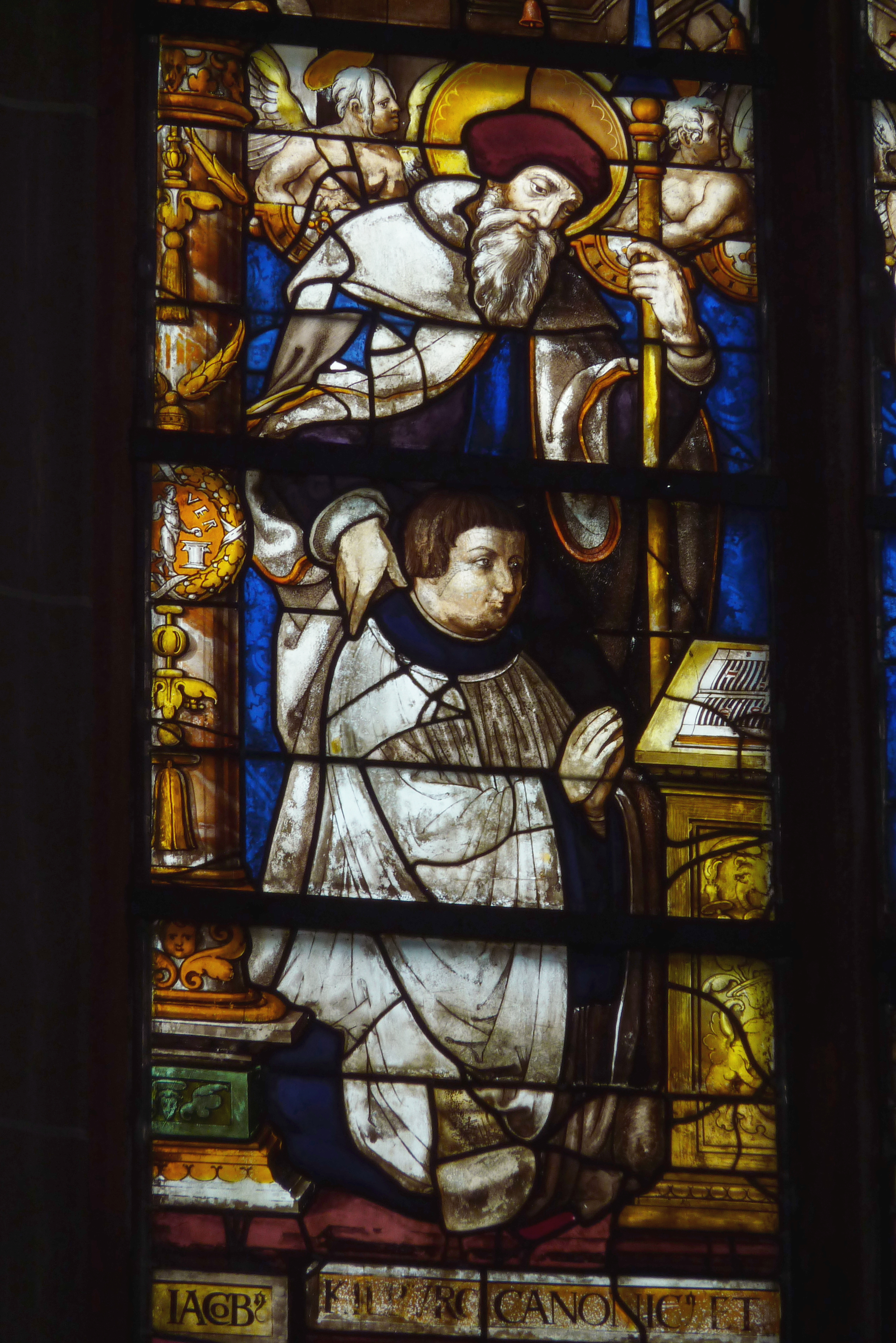
Stifter und heiliger Antonius
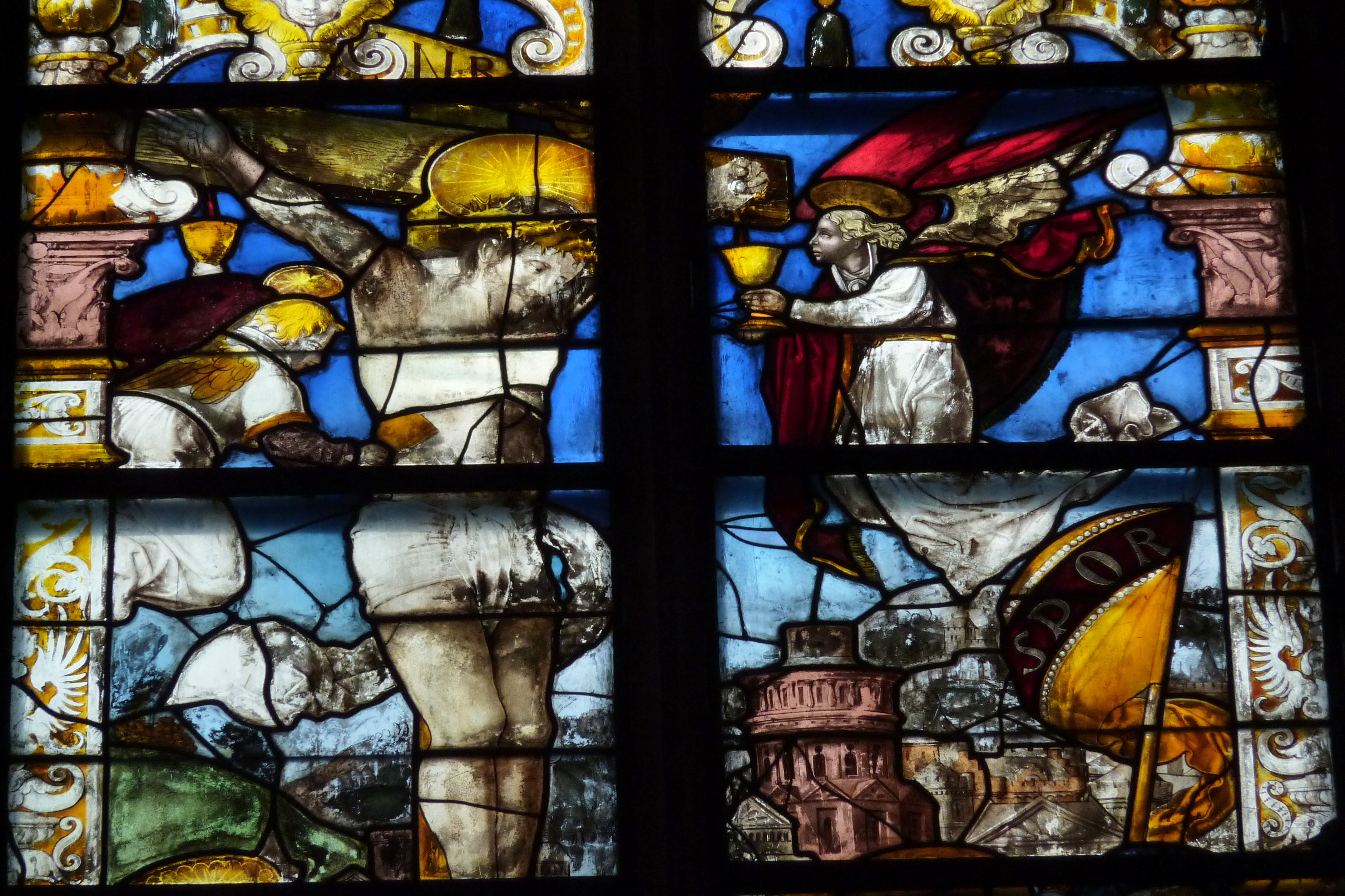
Kreuzigung Christi
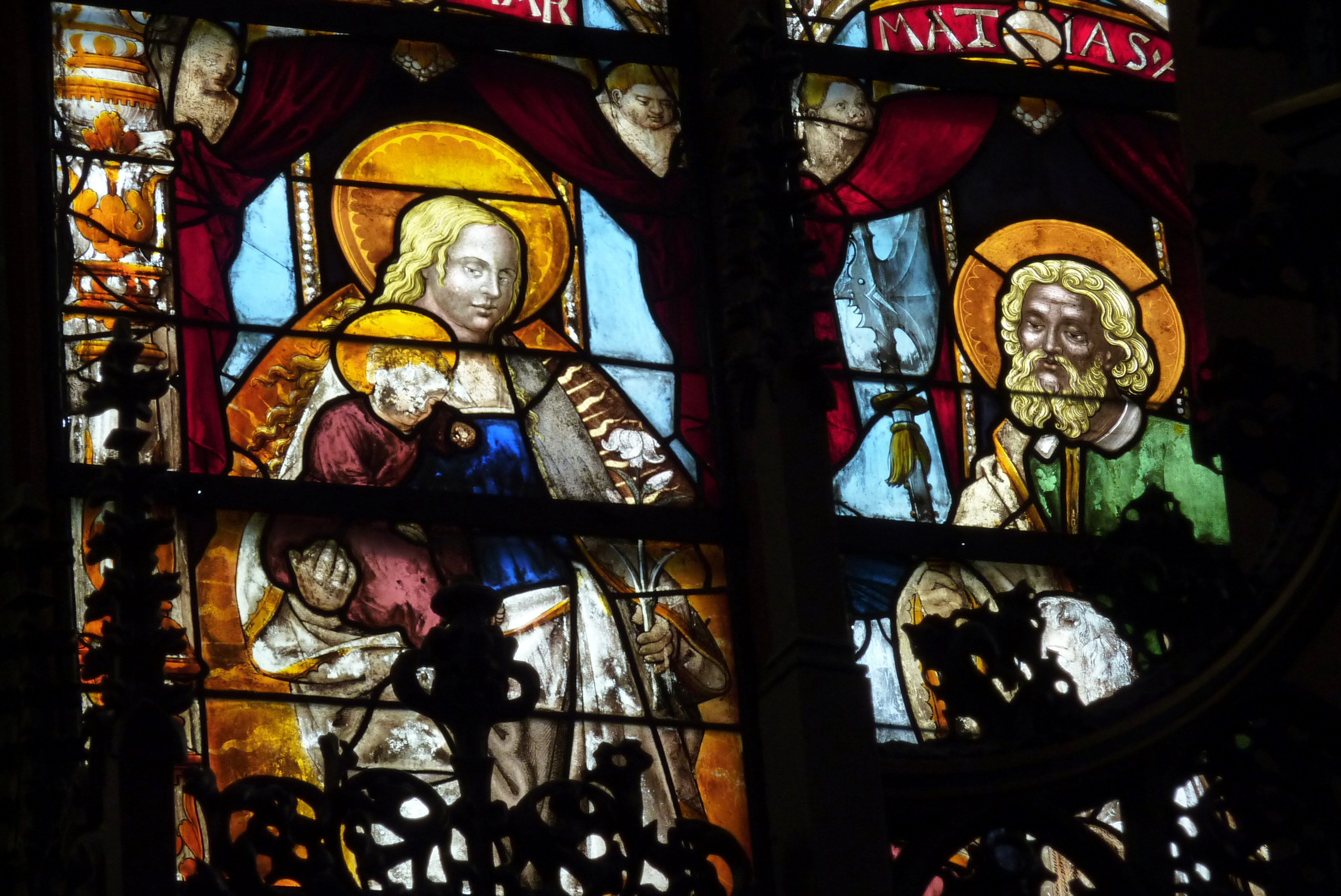
Maria und Apostel Matthias

## Ausstattung

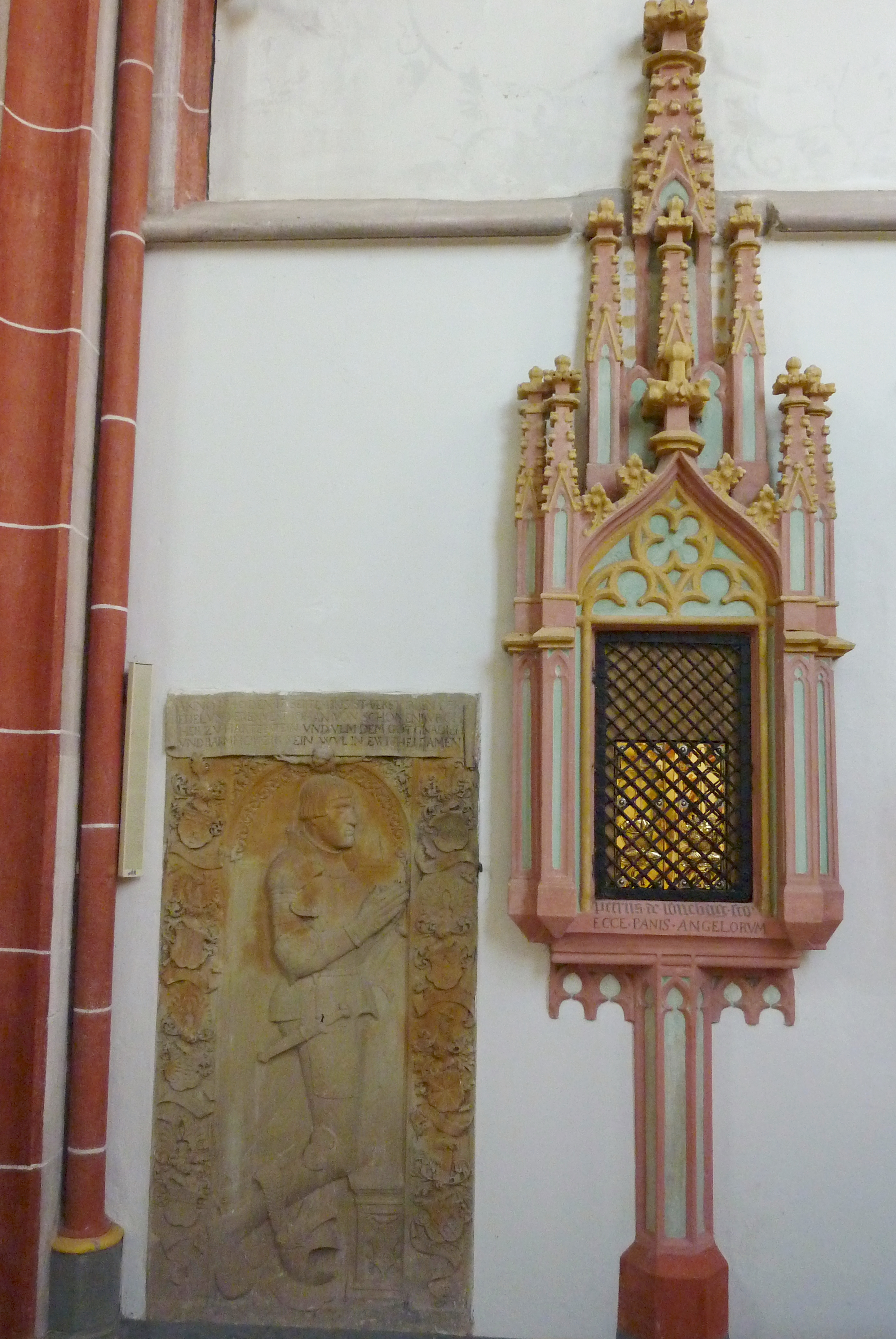
Sakramentshaus, links daneben Grabstein des Johann von Schönenberg († 1540)

- An der Südseite der Chorwand ist eine Doppelpiscina mit einem steilen, von Krabben besetzten Dreiecksgiebel erhalten.
- Daneben befindet sich ein in die Wand eingelassener, von Spitzbögen gerahmter Dreisitz mit rechteckiger Umrahmung und blinden Vierpassbögen.
- Um 1300 wird das Kruzifix datiert, das ehemals wohl als Triumphkreuz unter dem Chorbogen hing.
- Das aus Eichenholz geschnitzte Chorgestühl ist eine Arbeit aus dem 14. Jahrhundert und stammt aus dem ehemaligen Zisterzienserinnenkloster Sankt Thomas an der Kyll.
- In der Mittelnische des neugotischen Altarretabels steht die Steinmadonna aus der zweiten Hälfte des 14. Jahrhunderts. Das Jesuskind hält einen Vogel in der Hand, vermutlich einen Zaunkönig, der es in den Finger pickt, was als Hinweis auf die Passion gedeutet wird. Die mit Perlen und Edelsteinen besetzte Krone Marias aus vergoldetem Silber ersetzte im 15. Jahrhundert die ursprüngliche Steinkrone.
- Das Sakramentshaus, ein Wandtabernakel an der Nordwand des Chores, stammt aus dem 15. Jahrhundert. Es steht auf einem mit Maßwerk verzierten Fuß und ist von Wimpergen, Krabben und Fialen bekrönt. Auf dem Rahmen ist der Name des Stifters PETRUS A LOUCBAIR (Petrus von Luxemburg) eingemeißelt.
- Der Steinaltar an der Nordwand des Schiffes wurde von dem Kanoniker Johannes Carl gestiftet und 1629 von Adam Donner geschaffen. In der Mittelnische befindet sich eine Darstellung der Anna selbdritt, zu deren Füßen der Stifter kniet. 1989/90 wurde die ursprüngliche farbliche Fassung des Altars wieder hergestellt.
- Die Kanzel im Stil des Rokoko wird von einem Posaunenengel bekrönt.

## Grabsteine
An der Südwand des Kirchenschiffes sind Grabsteine aus dem 14. bis 16. Jahrhundert angebracht. Auf den beiden Grabsteinen aus rotem Sandstein neben der Kanzel sind die Ritter Johann von Brandscheit († 1370) und Konrad von Brandscheit († 1438) in voller Rüstung unter Kielbögen und mit Löwen zu ihren Füßen dargestellt.
Im Chor, links neben dem Sakramentshäuschen, befindet sich das Epitaph für Johann von Schönenberg, der 1540 verstorben ist. Er war der Vater der Bischöfe Georg von Schönenberg und Johann VII. von Schönenberg. Rechts vom Sakramentshäuschen erinnert das 1630 gestiftete, mit einer Pietà und mehreren Heiligenfiguren gestaltete Epitaph an den Kanoniker Hugo von Schmidburg.

## Orgeln
Das Werk der Hauptorgel auf der Empore wurde 1993 bis 1994 von dem Orgelbauer Reinhart Tzschöckel in Althütte erbaut. Das dreiteilige Orgelgehäuse stammt von dem Orgelbauer Stumm aus dem Jahre 1775. Im Mittelteil ist das Rückpositiv untergebracht, links und rechts davon das Hauptwerk und das Pedal. Das Schleifladen-Instrument hat 22 Register auf zwei Manualwerken und Pedal und ein später eingebautes Röhrenglockenspiel (auf einer Mauernische der Empore befindlich). Die Spiel- und Registertrakturen sind mechanisch; angesichts der Anbindung an den Spieltisch der Chororgel wurden die Trakturen um elektrische Trakturen ergänzt, die allerdings die mechanische Spielweise am Spieltisch der Hauptorgel nicht beeinträchtigen. Die Pfeifen der drei Register im Prospekt, der Schauseite der Orgel, stammen noch von der Orgel von Stumm aus dem Jahre 1775.
| Hauptwerk C–g3 |                |        |     |
| 1.             | Principal      | 8′     | (h) |
| 2.             | Gamba          | 8′     |     |
| 3.             | Hohlflöte      | 8′     |     |
| 4.             | Octave         | 4′     |     |
| 5.             | Flöte          | 4′     |     |
| 6.             | Quinte         | 2 ⁄3′  |     |
| 7.             | Octave         | 2′     |     |
| 8.             | Terz           | 1 3⁄5′ |     |
| 9.             | Mixtur IV      | 1 ⁄3′  |     |
| 10.            | Trompete (B,D) | 8′     |     |
|                | Röhrenglocken  |        |     |

| II Positiv C–g3 |            |       |     |
| 11.             | Gedackt    | 8′    |     |
| 12.             | Principal  | 4′    | (h) |
| 13.             | Rohrflöte  | 4′    |     |
| 14.             | Octave     | 2′    |     |
| 15.             | Quinte     | 1 ⁄3′ |     |
| 16.             | Mixtur III | 1′    |     |
| 17.             | Cromorne   | 8′    |     |
|                 | Tremulant  |       |     |

| Pedalwerk C–d1 |            |     |     |
| 18.            | Subbaß     | 16′ |     |
| 19.            | Principal  | 8′  | (h) |
| 20.            | Gedacktbaß | 8′  |     |
| 21.            | Octave     | 4′  |     |
| 22.            | Posaune    | 16′ |     |

- Koppeln: II/I, I/P, II/P
- Anmerkungen

|| (h) = historisches Register von Stumm (1775)
Die Chororgel wurde 1909 von der Orgelbaufirma Roberts & Co. in Leeds in Großbritannien erbaut und 2004 von dem Orgelbauer Hubert Fasen in der Stiftskirche aufgebaut. Sie stand zunächst vor der linken Seitenkapelle und wurde 2013 hinter dem Hochaltar aufgebaut, um den Blick auf die Kapelle wieder zu öffnen. Im Sommer 2015 wurde die Hauptorgel auf der Empore an den Spieltisch der Chororgel angebunden. In diesem Zuge wurden die Register der Zungenlade im Schwellwerk mit dem Register Seraphine 8′ zu einem Solowerk zusammengefasst. Das Instrument hat 25 Register und drei Effektregister auf zwei Manualwerken und Pedal. Die Trakturen sind elektrisch. Nachfolgend die Disposition mit der Bezifferung der Register der Chororgel (Nr. 1 bis 43) und der Anbindung der Hauptorgel, d. h. Normal-, Suboktav und Melodiekoppeln (Nr. 44–50), Pedalregister (Nr. 51–55) und Hauptwerksregister (Nr. 56–65).
| Pedalwerk C–f1 |               |     |
| 1.             | Harmonic Bass | 32′ |
| 2.             | Bourdon       | 16′ |
| 3.             | Bourdon       | 8′  |
| 4.             | Gamba         | 8′  |
| 5.             | Fugara        | 4′  |
| 6.             | Basson        | 16′ |
| 7.             | Cornopean     | 8′  |
| 8.             | Clairon       | 4′  |

| I Great C–a3 |                  |    |
| 9.           | Open Diapason    | 8′ |
| 10.          | Stopped Diapason | 8′ |
| 11.          | Dulciana         | 8′ |
| 12.          | Flute            | 4′ |
| 13.          | Tubular Bells    |    |
| 14.          | Marimba          |    |

| II Swell C–a3 |                 |     |
| 15.           | Viola (ab c0)   | 16′ |
| 16.           | Open Diapason   | 8′  |
| 17.           | Lieblich Gedact | 8′  |
| 18.           | Gamba           | 8′  |
| 19.           | Vox celeste     | 8′  |
| 20.           | Fugara          | 4′  |
| 21.           | Gemshorn        | 4′  |
| 22.           | Violin          | 2′  |
| 23.           | Oboe            | 8′  |
| 24.           | Marimba         |     |

| Solo C–a3 |           |     |
| 25.       | Basson    | 16′ |
| 26.       | Cornopean | 8′  |
| 27.       | Seraphine | 8′  |
| 28.       | Clairon   | 4′  |

- Koppeln der Chororgel (Nr. 29–41)
  - Normalkoppeln: II/I, Solo/I, Solo/II, I/P, II/P
  - Sub- und Superoktavkoppeln: I/I, II/I, II/II
  - Sonstige Koppeln: Unison Off Great, Unison Off Swell
- Tremulant für Swell (Nr. 42)
- Effektregister „Rain“ (Nr. 43)

## Kreuzgang
Südlich an die Kirche schließt sich der quadratische Kreuzgang an. Er ist wie die Kirche aus rotem Sandstein errichtet. Die vier einstöckigen, offenen Flügel sind in acht Joche mit Kreuzrippengewölben unterteilt. Kapitelle und Schlusssteine sind mit Laubwerk und Köpfen skulptiert. Die Außenseiten gliedern abgetreppte Strebepfeiler, zwischen denen sich dreibahnige Maßwerkfenster mit Vierpassrosetten und dreifachem Nonnenkopf öffnen. An den Ostflügel ist das Kapitelhaus angebaut, in dem heute die Sakristei untergebracht ist. Im Kreuzgang befinden sich mehrere Grabsteine und Epitaphien.

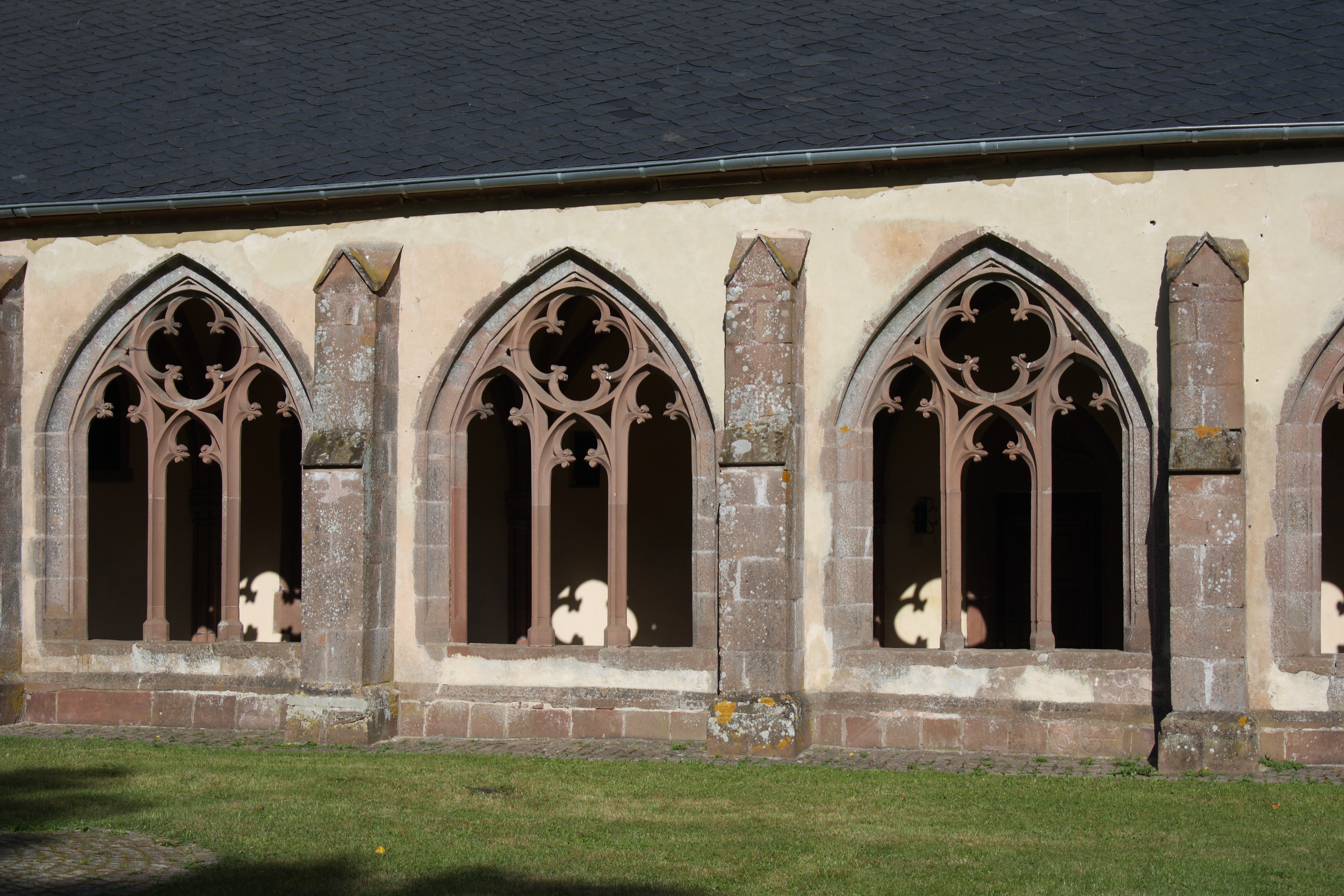
Kreuzgang
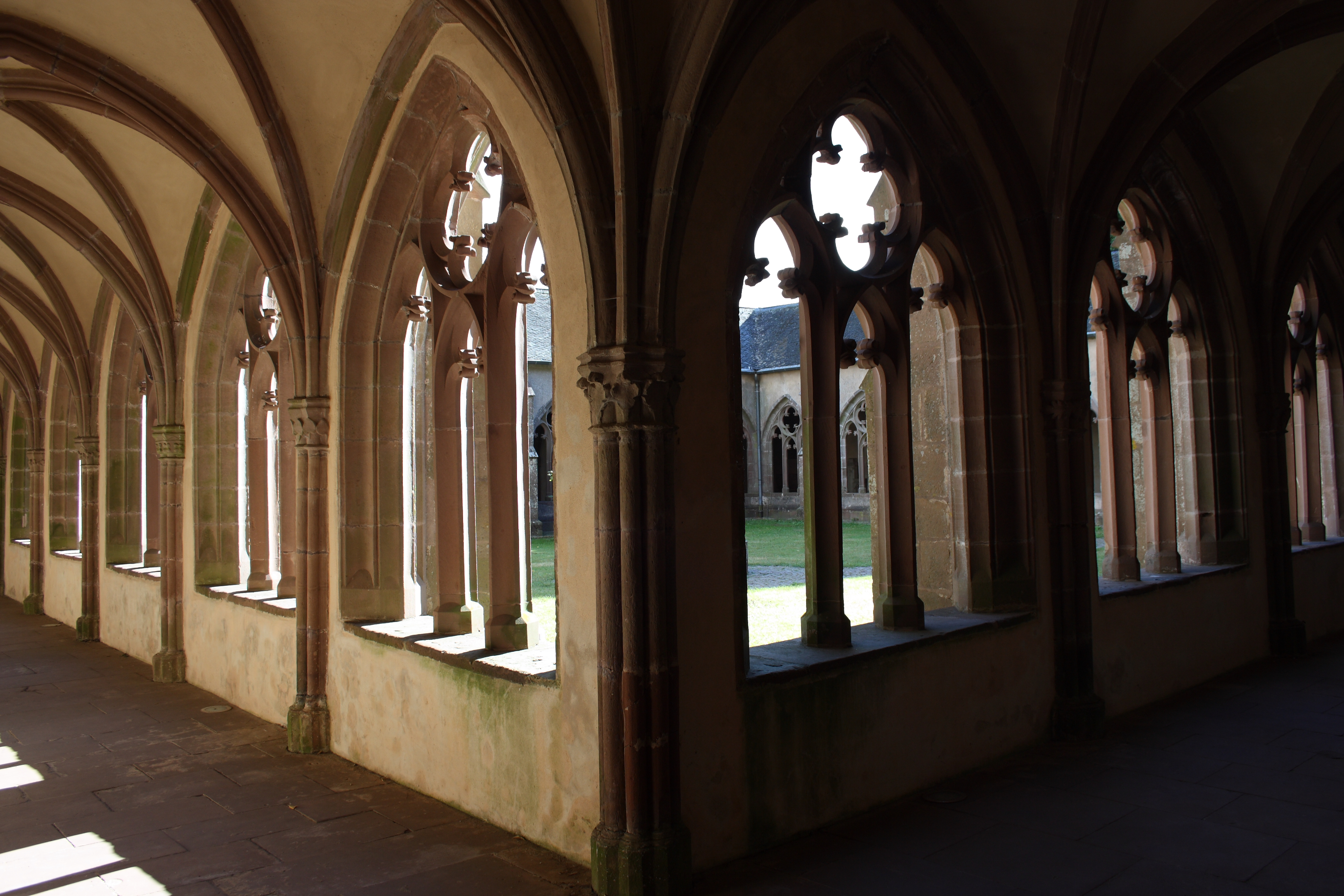
Kreuzgang
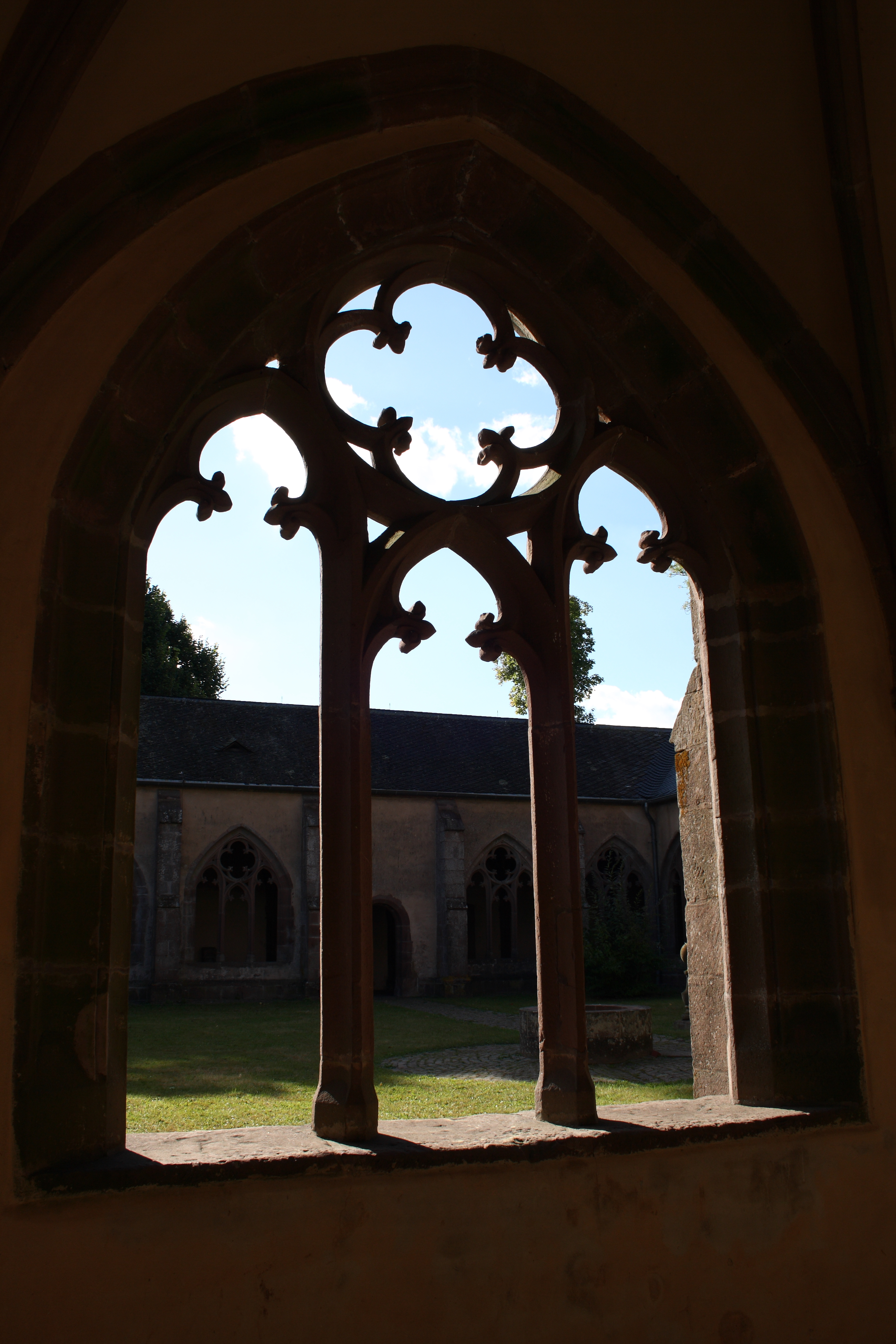
Kreuzgang
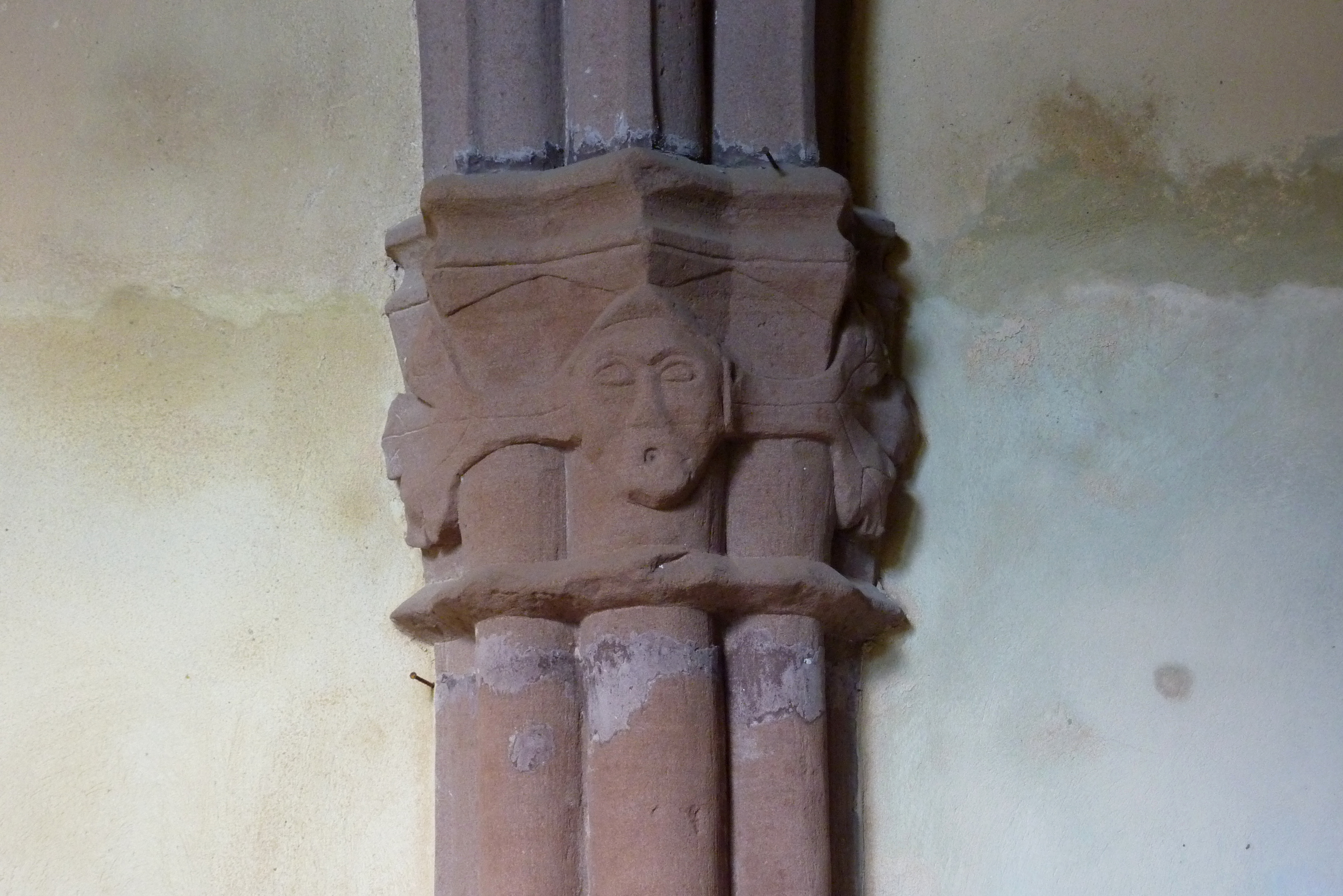
Kapitell im Kreuzgang